# Lübtheen
Lübtheen település Németországban, Mecklenburg-Elő-Pomeránia tartományban. Lakosainak száma 4621 fő (2023. december 31.).

## Népesség
A település népességének változása:
| Lakosok száma | 3858 | 4789 | 4766 | 4686 | 4715 | 4621 |
|               | 2012 | 2017 | 2019 | 2021 | 2022 | 2023 |